# Gran Premi de París (ciclisme)
El Gran Premi de París era una cursa ciclista de la modalitat de velocitat que es disputava anualment a París. La primera edició datava del 1894 i va durar fins al 1993, amb algunes interrupcions. Es corria al Velòdrom de Vincennes, al costat de la capital francesa. El francès Pierre Trentin fou el ciclista amb més victòries, amb set, tant en professional com en amateur.

## Palmarès

### Professional
| - 1894: George A. Banker - 1895: Ludovic Morin - 1896: Ludovic Morin - 1897: Ludovic Morin - 1898: Paul Bourrillon - 1899: Gian Ferdinando Tomaselli - 1900: Edmond Jacquelin - 1901: Thorvald Ellegaard - 1902: Harrie Meyers - 1903: Harrie Meyers - 1904: Henri Mayer - 1905: Frank Kramer - 1906: Frank Kramer - 1907: Émile Friol - 1908: Julien Pouchois - 1909: Émile Friol - 1910: Émile Friol - 1911: Thorvald Ellegaard - 1912: Léon Hourlier - 1913: Walter Rütt - 1914: Léon Hourlier - 1920: Robert Spears - 1921: Robert Spears - 1922: Robert Spears - 1923: Ernest Kauffmann - 1924: Maurice Schilles - 1925: Maurice Schilles - 1926: Lucien Faucheux - 1927: Ernest Kauffmann | - 1928: Lucien Faucheux - 1929: Lucien Faucheux - 1930: Lucien Michard - 1931: Lucien Michard - 1932: Jef Scherens - 1933: Jef Scherens - 1934: Albert Richter - 1935: Lucien Michard - 1936: Lucien Michard - 1937: Jef Scherens - 1938: Albert Richter - 1939: Louis Gérardin - 1941: Louis Gérardin - 1942: Arie van Vliet - 1943: Louis Gérardin - 1944: Georges Senfftleben - 1945: Marc Cautenet - 1946: Arie van Vliet - 1947: Arie van Vliet - 1948: Arie van Vliet - 1949: Arie van Vliet - 1950: Jan Derksen - 1951: Reginald Harris - 1952: Russell Mockridge - 1953: Oscar Plattner - 1954: Enzo Sacchi - 1956: Reginald Harris - 1957: Jos De Bakker - 1958: Jan Derksen | - 1959: Enzo Sacchi - 1960: Antonio Maspes - 1961: Antonio Maspes - 1962: Antonio Maspes - 1963: Antonio Maspes - 1964: Antonio Maspes - 1965: Daniel Morelon - 1967: Daniel Morelon - 1968: Giuseppe Beghetto - 1969: Pierre Trentin - 1975: Giorgio Rossi - 1976: Alex Pontet - 1977: Daniel Morelon - 1978: Lutz Heßlich - 1979: Lutz Heßlich - 1980: Yvon Cloarec - 1981: Sergeï Kopylov - 1982: Michael Hübner - 1983: Lutz Heßlich - 1984: Sergeï Kopylov - 1985: Lutz Heßlich - 1986: Bill Huck - 1987: Lutz Heßlich - 1988: Lutz Heßlich - 1989: Michael Hübner - 1990: Michael Hübner - 1991: Bill Huck - 1993: Michael Hübner |

### Amateur
| - 1898: Mille - 1899: Grognet - 1900: Georges Taillandier - 1901: Charles Piard - 1902: Charles Piard - 1903: Agostino Granaglia - 1904: Arthur L. Reed - 1905: Jimmy S. Benyon - 1906: Francesco Verri - 1907: André Auffray - 1908: Émile Demangel - 1909: Maurice Schilles - 1910: William Bailey - 1911: William Bailey - 1912: William Bailey - 1913: William Bailey - 1914: Henri Bellivier - 1920: Maurice Peeters - 1921: Henri Bellivier - 1922: Lucien Michard - 1923: Jean Cugnot - 1924: Lucien Michard - 1925: L. Revelly | - 1926: Mathias Engel - 1927: Mathias Engel - 1928: Roger Beaufrand - 1929: Sydney Cozens - 1930: Sydney Cozens - 1931: Sydney Cozens - 1932: Albert Richter - 1933: Marcel Jezo - 1934: Toni Merkens - 1935: Toni Merkens - 1936: Jacques Avram - 1937: Benedetto Pola - 1938: Guy Renaudin - 1939: Jan Derksen - 1943: Marcel Etienne - 1944: Jacques Lohmuller - 1945: Marcel Etienne - 1946: Reginald Harris - 1947: René Faye - 1948: Émile Lognay - 1949: Émile Lognay - 1950: Maurice Verdeun | - 1951: Enzo Sacchi - 1952: Russell Mockridge - 1953: Russell Mockridge - 1954: Cyril Peacock - 1955: John Tressider - 1956: Michel Rousseau - 1957: Guglielmo Pesenti - 1958: Valentino Gasparella - 1959: Valentino Gasparella - 1960: Sante Gaiardoni - 1961: Giuseppe Beghetto - 1962: André Gruchet - 1963: Pierre Trentin - 1964: Pierre Trentin - 1965: Pierre Trentin - 1966: Angelo Bruno - 1967: Pierre Trentin - 1968: Giuseppe Beghetto - 1969: Pierre Trentin - 1970: Daniel Morelon - 1971: Daniel Morelon - 1974: Pierre Trentin |

### Femení
| - 1982: Isabelle Gautheron - 1983: Claudia Lommatzsch - 1984: Sandrine Lestrade - 1985: Isabelle Gautheron | - 1986: Isabelle Nicoloso - 1987: Nathalia Krushelnitskaia - 1988: Erika Salumäe - 1989: Galina Tsareva | - 1990: Annett Neumann - 1991: Félicia Ballanger - 1993: Tanya Dubnicoff |